# Tatabánya Mustangs
I Tatabánya Mustangs sono una squadra di football americano di Tatabánya, in Ungheria; fondati nel 2007 a Tata, si sono trasferiti a Tatabánya nel 2013.

## Dettaglio stagioni

### Tornei nazionali

#### Campionato

##### HFL
| Stagione | regular season | regular season | regular season | regular season | regular season | regular season | playoff | playoff | playoff | playoff | playoff | playoff   | playoff    |
|          | Vin            | Par            | Per            | Tot            | PF             | PS             | Vin     | Per     | Tot     | PF      | PS      | risultato | avversaria |
| -------- | -------------- | -------------- | -------------- | -------------- | -------------- | -------------- | ------- | ------- | ------- | ------- | ------- | --------- | ---------- |
| 2023     | 0              | 0              | 6              | 6              | 75             | 238            | -       | -       | -       | -       | -       | -         | -          |
| Totale   | 0              | 0              | 6              | 6              | 75             | 238            | -       | -       | -       | -       | -       |           |            |

Fonti: Enciclopedia del Football - A cura di Massimo Mezzetti

##### Divízió I (secondo livello)/Divízió II (secondo livello)
| Stagione | regular season | regular season | regular season | regular season | regular season | regular season | playoff | playoff | playoff | playoff | playoff | playoff    | playoff             |
|          | Vin            | Par            | Per            | Tot            | PF             | PS             | Vin     | Per     | Tot     | PF      | PS      | risultato  | avversaria          |
| -------- | -------------- | -------------- | -------------- | -------------- | -------------- | -------------- | ------- | ------- | ------- | ------- | ------- | ---------- | ------------------- |
| 2010     | 3              | 0              | 3              | 6              | 79             | 123            | -       | -       | -       | -       | -       | -          | -                   |
| 2011     | 2              | 0              | 3              | 5              | 122            | 153            | 0       | 1       | 1       | 14      | 49      | Wild Card  | Újpest Bulldogs     |
| 2013     | 5              | 0              | 1              | 6              | 209            | 98             | 1       | 1       | 2       | 49      | 58      | Semifinale | Budapest Cowboys    |
| 2014     | 1              | 0              | 3              | 4              | 73             | 104            | 0       | 1       | 1       | 6       | 49      | Wild Card  | Újpest Bulldogs     |
| 2015     | 1              | 0              | 4              | 5              | 42             | 133            | -       | -       | -       | -       | -       | -          | -                   |
| 2016     | 1              | 0              | 5              | 6              | 52             | 171            | 0       | 1       | 1       | 6       | 35      | Retrocessi | Fehérvár Enthroners |
| 2020     | 3              | 0              | 1              | 4              | 110            | 58             | -       | -       | -       | -       | -       | -          | -                   |
| 2022     | 1              | 0              | 5              | 6              | 91             | 213            | -       | -       | -       | -       | -       | -          | -                   |
| 2024     | 4              | 0              | 2              | 6              | 119            | 110            | 0       | 1       | 1       | 7       | 34      | Semifinale | Diósd Saints        |
| Totale   | 21             | 0              | 27             | 48             | 907            | 1163           | 1       | 5       | 6       | 82      | 225     |            |                     |

Fonti: Enciclopedia del Football - A cura di Massimo Mezzetti

##### Divízió III/Divízió II (terzo livello)
| Stagione | regular season | regular season | regular season | regular season | regular season | regular season | playoff | playoff | playoff | playoff | playoff | playoff          | playoff            |
|          | Vin            | Par            | Per            | Tot            | PF             | PS             | Vin     | Per     | Tot     | PF      | PS      | risultato        | avversaria         |
| -------- | -------------- | -------------- | -------------- | -------------- | -------------- | -------------- | ------- | ------- | ------- | ------- | ------- | ---------------- | ------------------ |
| 2009     | 1              | 0              | 3              | 4              | 38             | 155            | -       | -       | -       | -       | -       | -                | -                  |
| 2012     | 3              | 0              | 2              | 5              | 181            | 85             | 0       | 1       | 1       | 14      | 29      | Semifinale       | Budapest Cowboys 2 |
| 2017     | 3              | 0              | 2              | 5              | 65             | 86             | 0       | 1       | 1       | 14      | 51      | Quarti di finale | Rebels Oldboys     |
| 2018     | 4              | 0              | 2              | 6              | 173            | 161            | 0       | 1       | 1       | 0       | 50      | Semifinale       | Eger Heroes        |
| 2019     | 6              | 0              | 0              | 6              | 243            | 61             | 1       | 1       | 2       | 83      | 40      | Duna Bowl        | Miskolc Renegades  |
| 2021     | 4              | 0              | 1              | 5              | 135            | 50             | 1       | 1       | 2       | 34      | 53      | Duna Bowl        | Budapest Wolves 2  |
| Totale   | 21             | 0              | 10             | 31             | 835            | 598            | 2       | 5       | 7       | 145     | 223     |                  |                    |

Fonti: Enciclopedia del Football - A cura di Massimo Mezzetti

#### Coppa
| Stagione | regular season | regular season | regular season | regular season | regular season | regular season | playoff | playoff | playoff | playoff | playoff | playoff   | playoff    |
|          | Vin            | Par            | Per            | Tot            | PF             | PS             | Vin     | Per     | Tot     | PF      | PS      | risultato | avversaria |
| -------- | -------------- | -------------- | -------------- | -------------- | -------------- | -------------- | ------- | ------- | ------- | ------- | ------- | --------- | ---------- |
| 2012     | 0              | 0              | 2              | 2              | 14             | 97             | -       | -       | -       | -       | -       | -         | -          |
| Totale   | 0              | 0              | 2              | 2              | 14             | 97             | -       | -       | -       | -       | -       |           |            |

Fonti: Enciclopedia del Football - A cura di Massimo Mezzetti

### Riepilogo fasi finali disputate
| Anno           | Luogo          | Evento               | Fase del torneo  | Incontro                                 | Risultato |
| 19 giugno 2011 |                | Divízió II           | Wild Card        | Újpest Bulldogs - Tata Mustangs          | 49 - 14   |
| 1º luglio 2012 |                | Divízió II           | Semifinale       | Budapest Cowboys 2 - Tata Mustangs       | 29 - 14   |
| 29 giugno 2013 |                | Divízió I            | Semifinale       | Budapest Cowboys - Tata Mustangs         | 41 - 14   |
| 2014           |                | Divízió I            | Wild Card        | Újpest Bulldogs - Tata Mustangs          | 49 - 6    |
| 8 ottobre 2016 | Székesfehérvár | Divízió I/Divízió II | Playout          | Fehérvár Enthroners - Tatabánya Mustangs | 35 - 6    |
| 18 giugno 2017 |                | Divízió II           | Quarti di finale | Tatabánya Mustangs - Rebels Oldboys      | 14 - 51   |
| 30 giugno 2018 | Eger           | Divízió II           | Semifinale       | Eger Heroes - Tatabánya Mustangs         | 50 - 0    |
| 13 luglio 2019 |                | Divízió II           | Duna Bowl        | Tatabánya Mustangs - Miskolc Renegades   | 38 - 40   |
| 31 luglio 2021 |                | Divízió II           | Duna Bowl        | Budapest Wolves 2 - Tatabánya Mustangs   | 34 - 14   |
| 29 giugno 2024 | Diósd          | Divízió I            | Semifinale       | Diósd Saints - Tatabánya Mustangs        | 34 - 7    |